# Noches Produções
Noches Produções Ltda é um estúdio brasileiro de animação sediado na cidade de Niterói, no estado do Rio de Janeiro. Fundado em 16 de novembro de 2015. O estúdio atua na produção e pós-produção de conteúdos audiovisuais voltados principalmente para o público infantojuvenil e jovem-adulto.

## Estrutura e Atuação
A Noches Produções desenvolve atividades nas áreas de produção e pós-produção cinematográfica, de vídeos e de programas de televisão, atuando como empresa de pequeno porte no setor criativo. A empresa está formalmente registrada e mantém operação contínua desde sua fundação.

## Produções

#### Nina e os Guardiões
Entre os projetos realizados pela produtora destaca-se Nina e os Guardiões, série de animação infantil voltada à educação ambiental. A série foi exibida entre 2017 e 2019 pelo canal NatGeo Kids, da Disney, e posteriormente estreou na Box Kids TV em 2023, com distribuição da Elo Studios. A atriz Larissa Manoela dublou a personagem principal, Nina.
A produção tem como objetivo apresentar às crianças brasileiras a importância da preservação da fauna e da flora por meio de uma narrativa lúdica protagonizada por uma menina que recebe um colar mágico com o qual pode se comunicar com os Guardiões da Natureza.

#### Genius!
Outra produção notável do estúdio é Genius!, uma animação nacional com estética e técnica utilizadas na indústria de animes japonesa. A obra teve seu piloto exibido em novembro de 2024 durante a Niterói Expo Geek, no Teatro Oscar Niemeyer. O episódio foi produzido com técnicas tradicionais da animação japonesa e contou com vozes conhecidas do público otaku brasileiro, como Fernanda Bullara, Silvio Giraldi, Affonso Amajones e Silvio Puertas.
O projeto foi anunciado de forma independente nas redes sociais e, segundo divulgado, alcançou mais de 4 milhões de pessoas sem o uso de campanhas patrocinadas. Atualmente, Genius! encontra-se em fase de captação de recursos para desenvolvimento como série.
Segundo reportagens especializadas e declarações do próprio estúdio, o projeto foi desenvolvido integralmente com base no workflow de produção japonês, sendo considerado uma das primeiras iniciativas no Brasil a aplicar esse modelo de forma completa.
Além da animação, uma versão em formato de webnovel foi lançada na plataforma Webnovel sob o título “Genius! A Lenda dos Temidos Djinns e das Areias do Desejo!”. Publicada sem ampla divulgação oficial, a obra já ultrapassou 27,5 mil leituras, o que indica uma boa receptividade por parte dos leitores da plataforma.

## Reconhecimento e Iniciativas
Pelo impacto cultural de suas obras, a Noches Produções recebeu Moções de Reconhecimento das Câmaras de Vereadores de Niterói. Além da atuação em produções audiovisuais, o estúdio anunciou planos para a criação de uma escola de animação baseada no modelo de produção japonês, com o objetivo de formar novos profissionais da área no Brasil.
O estúdio também desenvolve projetos voltados ao público jovem-adulto, como Nossa Vida Geek, uma série slice-of-life que retrata o cotidiano de um casal apaixonado por cultura pop.

## Trabalhos Comerciais
Além das produções autorais, a Noches também já prestou serviços para marcas como a Heineken, demonstrando atuação também no setor de conteúdo publicitário.